# Enzkreis
Enzkreis là một huyện (Kreis) về phía tây bắc của Baden-Württemberg, Đức. Các huyện giáp ranh (từ phía tây theo chiều kim đồng hồ) là: Karlsruhe, Heilbronn, 
Ludwigsburg, Böblingen và Calw. Thành phố Pforzheim ở khu vực phía nam gần như bị bao quanh bởi Enz.

## Lịch sử
Huyện được lập năm 1973, khi các huyện trước đó Pforzheim được sáp nhập với một số khu vực của các huyện giáp ranh Vaihingen, Leonberg và Calw. Một số khu vực của Pforzheim đã được chuyển sang thành phố Pforzheim.
Huyện Pforzheim có từ năm 1939, khi Bezirksamt Pforzheim được tách ra thành huyện và thành phố không thuộc huyện.

## Xã và thị trấn
| Thị trấn                                                           | Xã | |
| ------------------------------------------------------------------ | --- | --- |
| 1. Heimsheim 2. Knittlingen 3. Maulbronn 4. Mühlacker 5. Neuenbürg | 1. Birkenfeld 2. Eisingen 3. Engelsbrand 4. Friolzheim 5. Illingen 6. Ispringen 7. Kämpfelbach 8. Keltern 9. Kieselbronn 10. Königsbach-Stein 11. Mönsheim 12. Neuhausen | 1. Neulingen 2. Niefern-Öschelbronn 3. Ölbronn-Dürrn 4. Ötisheim 5. Remchingen 6. Sternenfels 7. Straubenhardt 8. Tiefenbronn 9. Wiernsheim 10. Wimsheim 11. Wurmberg |